# Locminé
Locminé (en bretó Logunec'h, en gal·ló Lominoec) és un municipi francès, situat a la regió de Bretanya, al departament d'Ar Mor-Bihan. L'any 2006 tenia 3.922 habitants. A l'inici del curs 2007 el 12,4% dels alumnes del municipi eren matriculats a la primària bilingüe.

## Demografia
| 1962                                       | 1968  | 1975  | 1982  | 1990  | 1999  |
| ------------------------------------------ | ----- | ----- | ----- | ----- | ----- |
| 2.442                                      | 2.675 | 3.396 | 3.424 | 3.346 | 3.430 |
| Des de 1962: població sense dobles comptes |       |       |       |       |       |

## Administració
| Període   | Identitat       | Partit |
| --------- | --------------- | ------ |
| 1995-2007 | Gérard Lorgeoux | UMP    |
| 2007-     | Grégoire Super  | UMP    |